# Morden May
Morden May (født: 11. juli 1988) er en dansk stand-up komiker. Han blev præsenteret som et af de tre nye håb i 2009 ved Zulu Comedy Galla. Han blev for alvor landskendt gennem TV2 Zulus 4. omgang af Comedy Fight Club. Han har også medvirket i 7. sæson af Stand-up.dk i 2011.
Sammen med Mads Brynnum og Niels Forsberg lavede han i 2017 showet Nørderne Over Verdensherredømmet.